# 安加玛马拉机场
安加玛马拉机场（英語：Angama Mara Airport）是肯尼亚纳罗克县安加玛马拉附近的一座小型机场。该机场为马赛马拉地区的国家公园和自然保护区提供服务。该机场以前被称为安加玛马拉简易机场（英語：Angama Mara Airstrip）。2021年8月，肯尼亚机场管理局开始对该机场分阶段进行改进和扩建，目标是将其改造成一座功能齐全的机场。

## 位置及概况
该机场位于纳罗克县马赛马拉野生动物保护区安加玛马拉附近，距县政府所在地纳罗克西南约120（75英里）。安加玛马拉机场位于首都内罗毕以西，公路距离约278（173英里），航空距离约134（83英里），飞行时间约为40分钟。该机场的地理坐标为南纬 01°16'18.0"，东经 34°57'38.0"（纬度：-1.271667；经度：34.960556）。
该机场占地44.7公頃（110英畝），由肯尼亚国家土地委员会从马纳蒂有限公司（Manati Limited）手中收购。预计经过目前的三阶段升级和改进后，该机场将可以容纳直飞国际航班，成为该国第五座国际机场。

## 升级改造
机场升级分为三个阶段，第一阶段将1,260（4,134英尺）长的跑道宽度从18（59英尺）拓宽至23（75英尺），其他基础设施建设包括建造周边围栏和新的停机坪。第二阶段，现有跑道的长度将从1,260（4,134英尺）延伸至2,500（8,202英尺），宽度将从23（75英尺）拓宽至30（98英尺），此外还将建造一个VIP休息室。第三阶段，将建造一条长3,300（10,827英尺）、宽45（148英尺）的新跑道。改进和升级的主要目标是使机场能够容纳更大的飞机（C型飞机），使外国游客能够直接抵达，从而促进旅游业和贸易。
安加玛马拉机场的改进和升级是该地区六条简易机场跑道升级项目的一部分，包括纳罗克县的安加玛马拉机场和纳库鲁县的拉内特机场，截至2021年8月29日，工程目标已完成近12%。2018年，肯尼亚航空管理局为该项目共计拨款6.91亿肯尼亚先令（约合640万美元）。